# Прапор Керчі
Пра́пор Керчі́ затверджений 19 жовтня 1999 року рішенням Керченської міської ради.

## Опис
Прямокутне полотнище зі співвідношенням сторін 2 : 3 розділене горизонтально на сім горизонтальних смуг — червоні і білі змінно зі співвідношенням висот 1:0.65
Символіку кольорів автор тлумачив так: білий — чистота помислів, честь і гідність; червоний — мужність, сміливість, вірність Батьківщині, пам'ять про пролиту за неї кров. Кількість червоних смуг символізує історичні періоди розвитку міста: античність, середньовіччя, відродження, сучасність, а також 4 основні спільноти (греки, скіфи, тюрки, слов'яни), що формували історичне минуле міста.
Головний архітектор міста навів також такий цікавий аргумент: у Керчі стоїть один з найдавнішних діючих православних храмів Східноï Європи — церква Івана Предтечі. На її фасаді чи не єдиною прикрасою є плінфа — чотирирядна цегляна кладка на білому розчині. Окрім декоративності ця кладка храмових стін мала й конструктивне значення — завдяки шарам плінфи, які погасили ударну хвилю, церква витримала землетруси.